# Пермский моторостроительный комплекс
«Пермский моторостроительный комплекс» — группа предприятий в Перми, связанных общим брендом «Пермские моторы» и выполняющих разработку, производство и сопровождение авиационных и ракетных двигателей, газотурбинных установок для газоперекачивающих электростанций, вертолётных редукторов и трансмиссий. На предприятиях комплекса разработаны двигатели для большинства российских самолётов, включая Ту-204, Ту-214, Ил-96-300, Ил-76МФ.
Из-за вторжения России на Украину Пермский моторостроительный комплекс находится под санкциями всех стран Евросоюза и Украины.

## История
В 1930 году в двух километрах от Перми началось строительство завода по производству авиационных двигателей. Предприятию был дан номер 19, а в 1935 году присвоено имя Сталина. Первоначально на заводе планировалось выпускать двигатель М-15, но его характеристики не отвечали заданным требованиям. Тогда было решено внедрять в производство приобретённый по лицензии американский двигатель, получивший название М-25.
В 1934 году на заводе были собраны первые 50 двигателей, на тот момент из американских деталей. Полностью освоить производство М-25 удалось к 1935 году. В 1936 году пермские двигатели для истребителей были признаны самыми надёжными. В этом же году завод был награждён орденом Ленина.
Первым директором завода был И. И. Побережский (1934—1938), главным конструктором — А. Д. Швецов (1934—1953). За первые четыре года Великой Отечественной войны завод выпустил более 30 тысяч двигателей для истребителей, бомбардировщиков и штурмовиков. Пермские авиадвигатели хорошо зарекомендовали себя в боях, поэтому было принято решение об изменении маркировки с «М» на «АШ» — «Аркадий Швецов».
В мае 1992 года на базе завода создано ОАО «Пермские моторы» (ПМ).
В 1997 году, когда ПМ находился на грани банкротства, на базе ПМ было образовано ОАО «Пермский моторный завод» (ПМЗ). Уставной капитал распределился в следующих пропорциях: Pratt & Whitney — 25 %, Интеррос — 26 %, ОАО «Пермские моторы» — 49 %. Инвесторами из США совместно с российскими учредителями (ФПГ Интеррос) были погашены долги по зарплате, проведена модернизация производства.

## Структура
В состав Пермского моторостроительного комплекса (ПМК) входят следующие предприятия:
- ОАО «Авиадвигатель» — конструкторское бюро — разработчик авиационных двигателей, а также газотурбинных установок (ГТУ) и электростанций на их основе;
- ОАО «Пермский моторный завод» — производит авиадвигатели и газотурбинные установки, разработанные ОАО «Авидвигатель», осуществляет их техническое обслуживание;
- ПАО «Протон — ПМ» — производит ракетные двигатели первой ступени для ракеты-носителя «Протон» и малые ГТУ «Урал»;
- ОАО «Авиационные редуктора и трансмиссии — ПМ» («Редуктор — ПМ») — производит редукторы и трансмиссии для вертолётов, редукторы для газоперекачивающих и электростанций на базе ГТУ;
- ЗАО «Каскад — ПМ» — производство мотоблоков и агрегатов к ним;
- ЗАО «Моторсервис — ПМ» — выполняет сервисное обслуживание авиационной продукции предприятий ПМК, работы по восстановлению двигателей;
- ЗАО «Металлист — ПМ» — производит заготовки и запасные части, выполняет работы по литью металла, ковке, штамповке, металлообработке;
- ЗАО «Инструментальный завод — ПМ» — обеспечивает предприятия комплекса специализированными измерительными и технологическими инструментами;
- ЗАО «РЭМОС — ПМ» — выполняет ремонт, монтаж и наладку машиностроительного оборудования, изготовление нестандартного оборудования;
- ОАО «Пермские моторы» — осуществляет управление долгосрочными финансовыми вложениями в дочерние и зависимые общества.
- ОАО «Энергетик — ПМ» — обеспечивает предприятия комплекса энергией, газом, водой, специальным транспортом;
- ЗАО «Железнодорожник — ПМ» — обеспечивает доставку и отправку грузов по железной дороге и др.

Общее руководство ПМК (за исключением ОАО «Протон — ПМ») в 2003—2008 годы выполняло ЗАО «Управляющая компания „Пермский моторостроительный комплекс“», образованное в октябре 2003 года.
В настоящее время руководство ПМК осуществляют ООО «Управляющая компания „Объединённая двигателестроительная корпорация“» и ОАО «Вертолёты России», входящие в ОАО «ОПК „Оборонпром“».

### «Пермские моторы»
Под общим брендом «Пермские моторы» выступают 29 юридически самостоятельных компаний и ряд зависимых обществ авиакосмического промышленного комплекса. «Пермские моторы» сотрудничают с компаниями Газпром, Аэрофлот-РАЛ, Домодедовские авиалинии, UTC/Pratt & Whitney.